# The Gold Experience
Pour les articles homonymes, voir Gold et Expérience.
Albums de Prince
Exodus
(1995) Girl 6
(1996)
The Gold Experience est le 17e album studio de Prince sorti en 1995. Un album qu'il publie alors sous le pictogramme O+> (Lovesymbol ou TAFKAP pour The Artist Formerly Known As Prince). 6e au Billboard 200 et beaucoup reconnaissent le grand travail de Prince.
En 2018, l'album ressort sans la chanson The Most Beautiful Girl in the World (pourtant numéro 1 à sa sortie) retirée pour raisons de droits d'auteur, avant d'être réintégrée en juin 2022 à l'occasion du Disquaire Day.

## Liste des titres
Tous les titres ont été composés et arrangés par Prince, sauf indication.
1. P Control – 5:59
2. NPG Operator – 0:12
3. Endorphinmachine – 4:07
4. Shhh – 7:18
5. We March (Prince, Nona Gaye) – 4:49
6. NPG Operator – 0:18
7. The Most Beautiful Girl in the World – 4:25
8. Dolphin – 4:59
9. NPG Operator – 0:20
10. Now – 4:30
11. NPG Operator – 0:31
12. 319 – 3:05
13. NPG Operator – 0:10
14. Shy – 5:04
15. Billy Jack Bitch (Michael B. Nelson, Prince) – 5:32
16. Eye Hate U – 5:54
17. NPG Operator – 0:45
18. Gold – 7:23

### Bonus Édition spéciale vinyle
1. "I Hate U" (Extended Remix) – 6:17
2. "I Hate U" (LP Version) – 6:08
3. "I Hate U" (Quiet Night Mix) – 3:56
4. "I Hate U" (Single Version with Guitar Solo) – 4:25
5. "I Hate U" (Edit - No Guitar Ending) – 3:48

## Singles
- 24 février 1994 - The Most Beautiful Girl In The World (US: #3 / R-U: #1)
- 12 septembre 1995 - I Hate U (US: #12 / R-U: #20)

1. I Hate U [7" Edit]
2. I Hate U [Extended Remix]
3. I Hate U [Quiet Night Mix]
4. I Hate U [Album Version]

- 30 novembre 1995 - Gold (US: #88 / R-U: #10)

1. Gold (Album Version) 7:23
2. Gold (Radio Edit With Guitar Solo) 4:22
3. Rock 'N' Roll Is Alive ! (And It Lives In Minneapolis) 4:34
4. Gold (Alternate Radio Mix With Guitar Solo) 4:36

## Line up du groupe
La formation du New Power Generation reste pratiquement la même depuis LoveSymbol (1992). The Gold Experience fut enregistré entre Chanhassen (banlieue de Minneapolis), Los Angeles et Paris (studios Guillaume Tell)

## Anecdote
L'album contient une version ré-enregistrée de The most beautiful girl in the world, titre paru l'année précédente sous un label européen indépendant. Le public y retrouve aussi des titres prévus pour la vidéo The Beautiful Experience (Dolphin, Endorphinmachine, Shhh entre autres).
Du fait de ce changement de nom inhabituel, Prince connaît un énorme revers auprès de la presse internationale et d'une bonne partie du public qui renonceront à le suivre. Les vidéos issues de cet album resteront très rares à visionner, tout comme les autres clips que Prince réalisera ou tournera en tant que O+>.
Le nom du stand de Giorno Giovanna, personnage principal de Golden Wind (cinquième partie du manga JoJo's Bizarre Adventure) fait référence à cet album.

## Certifications
| Pays              | Certification | Unités certifiées |
| ----------------- | ------------- | ----------------- |
| Danemark (IFPI)   | Or            | 10 000            |
| États-Unis (RIAA) | Or            | 500 000           |
| Royaume-Uni (BPI) | Or            | 100 000           |